# Gratin de bananes
 (décembre 2017).
Si vous disposez d'ouvrages ou d'articles de référence ou si vous connaissez des sites web de qualité traitant du thème abordé ici, merci de compléter l'article en donnant les références utiles à sa vérifiabilité et en les liant à la section « Notes et références ».

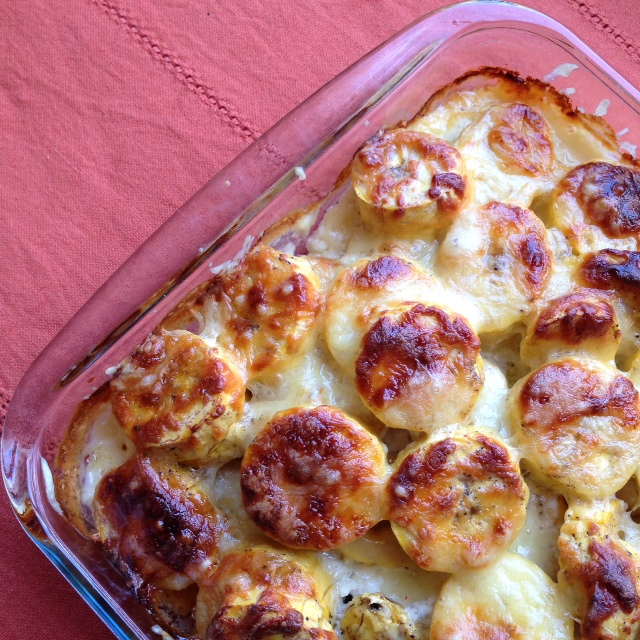

Le gratin de banane est un plat antillais. 
Il est consommé principalement en Guadeloupe, en Martinique et en République dominicaine.